# Pankratius Grueber

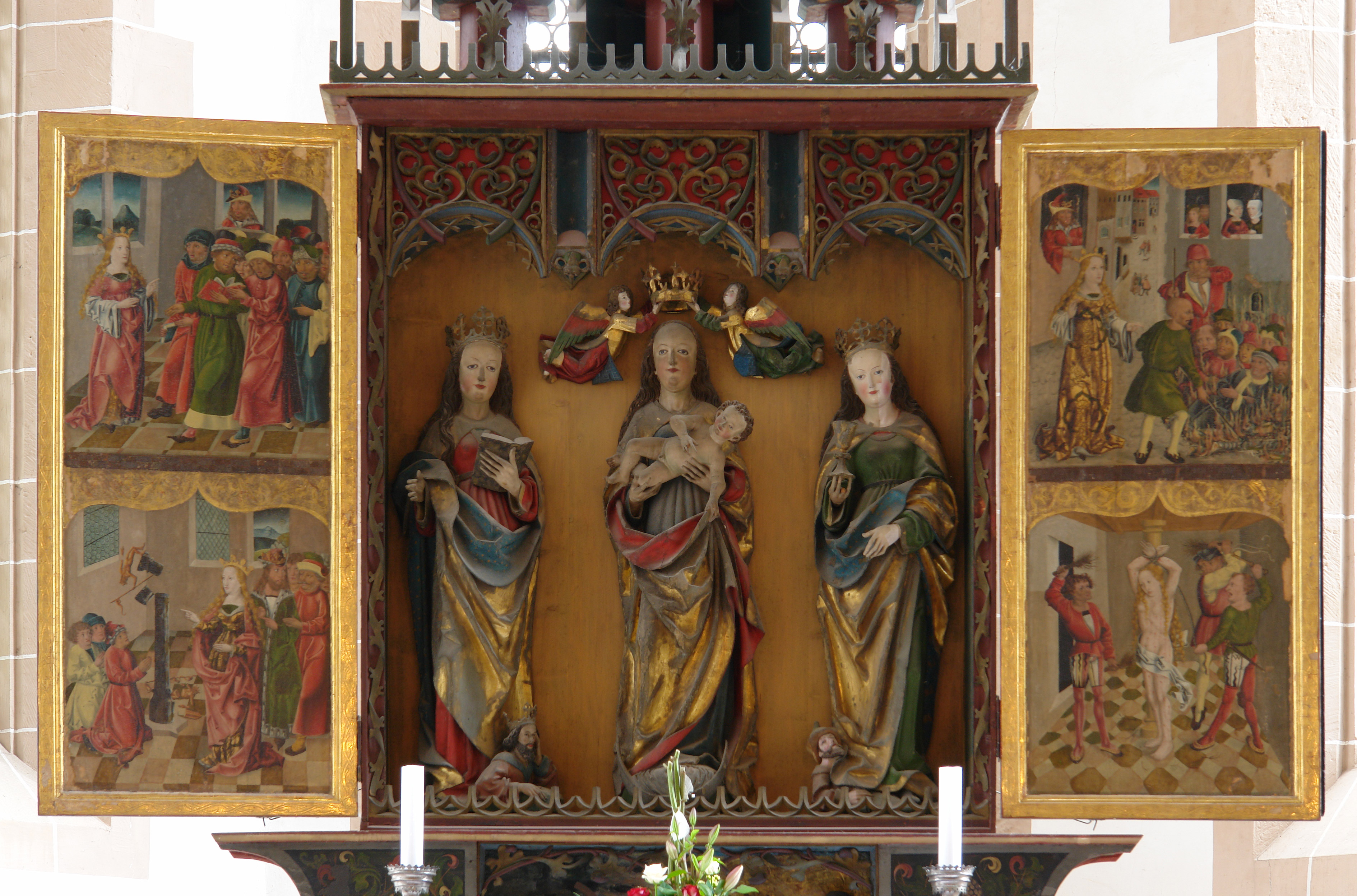
Chemnitz-Schlosskirche-Altar, Foto: Kolossos

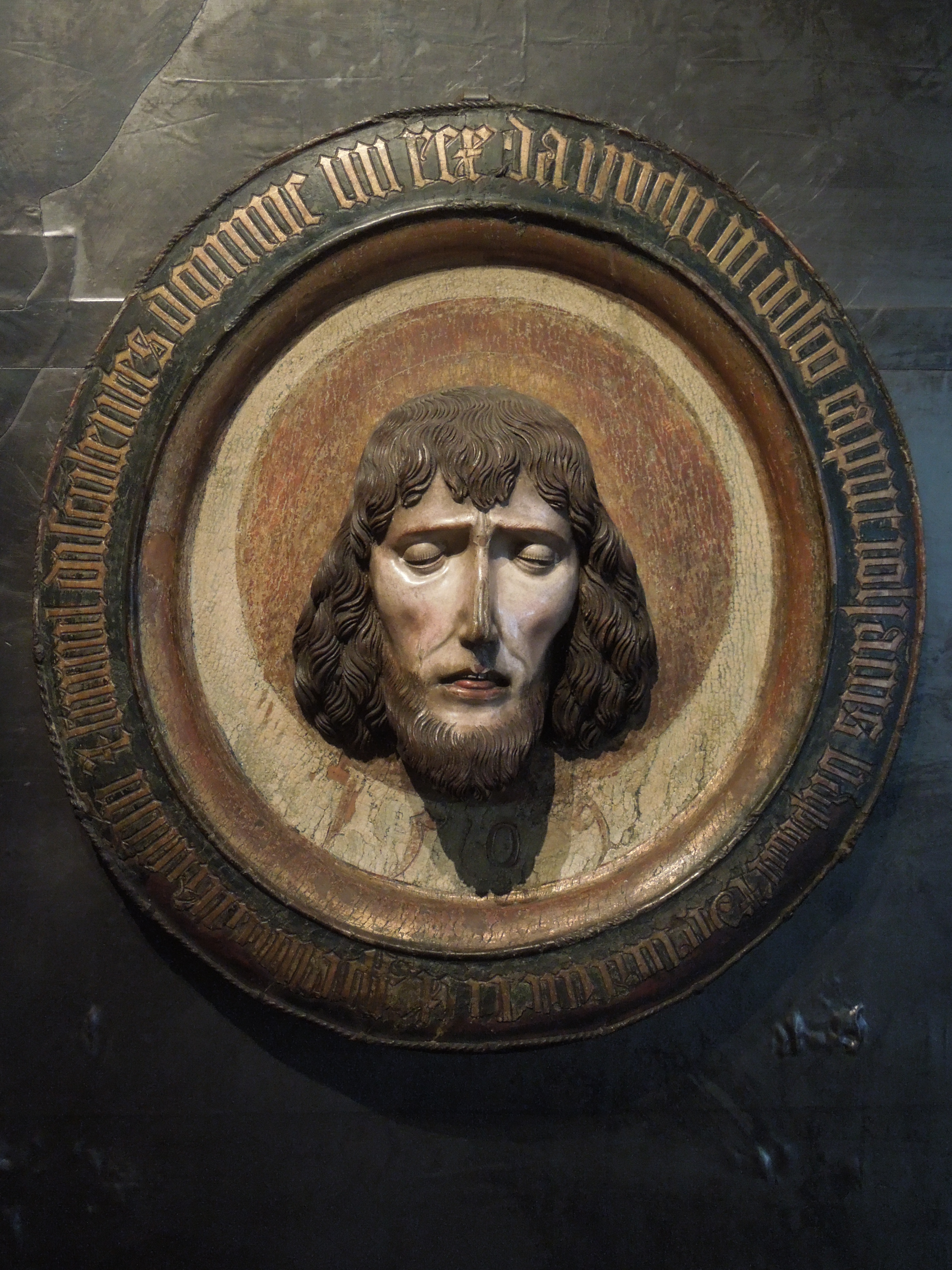
Pancratius Grueber - The Head of St John, 1509, Foto: Ablakok

Pankratius Grueber (geb. vor 1499; gest. nach 1520) war ein deutscher Bildhauer und Maler (Fassmaler), der in Großenhain eine Schnitzerwerkstatt leitete.

## Werke
- 1499: Katharinenaltar der Großenhainer Katharinenkirche, jetzt in Chemnitz[1]
- um 1500: Altar der St.-Katharina-Kirche (Elsterwerda)
- 1509: Kopf Johannes des Täufers, Kloster St. Agnes von Böhmen (Prag)[2][3][4]
- 1511: Marienkrönungsaltar in der Dorfkirche Ponickau[5][6]
- 1515: Frauenhainer Altar (2017 restauriert)[7][8]
- 1520: Am 21. Mai 1520 schließen der Rat und die Altarleute der Michaeliskirche in Zeitz mit dem „ehrbaren und namhaften Meister Pankratius Grueber“ in Großenhain einen Vertrag, dass er ihnen binnen Jahresfrist für 210 Gulden rheinisch eine geschnitzte Tafel mit sechs Flügeln für den Hochaltar der Michaeliskirche liefern soll. „Montag nach Exaudi anno 1520 haben der sitzende raht in beywesen und mit verwilligung der eltesten zweier rähte zue sampt beyden Kirch-vetern und alterleuten der Kirchen zue S. Michael… einen neugeschnitzte tafeln aufm hohne altahr des chors derselben Kirchen mit 6 flügeln, der vier auf und zuegehen, die andern zwene stillstehend, blinde flügel genannt, in einem jahr nach dato zu vollenden dem erbaren und namhaften Pancratio Grueber mahlern zu Hain ahn der Elbe wohnhafftigk zu vergulden und auszubereiten… abgedingt und vorsprochen…“[9]
- um 1520: Marienaltar Nauwalde, 1904 an den Königlich-Sächsischen Altertumsverein in Dresden verkauft. Das noch erhaltene Mittelstück befindet sich heute in der Bautzner Domkirche im katholischen Teil.[10]
- Ermstedt[11][12]
- Würdenhain[13]
- Bloßwitz, Vesperbildgruppe[14]